# Sergei Sedov
Sergei Lvovich Sedov (1908 — 1937) foi o filho mais novo de Leon Trotsky com sua segunda esposa, Natália Sedova. Ele teria sido morto no Grande Expurgo.
Sedov foi um engenheiro em Moscou, que publicou trabalhos sobre termodinâmica e motores a diesel. Tornou-se professor no Instituto de Tecnologia de Moscou ainda na casa dos vinte anos.
Ao contrário de seus pais e seu irmão mais velho, Lev Sedov, Sergei Sedov não era ativo na política. No entanto, foi capturado no Grande Expurgo como filho de Trotsky. Ele foi preso em Moscou no início de 1935 e condenado a cinco anos no exílio, em Krasnoyarsk, na Sibéria, em agosto de 1935. Depois de procurar em vão trabalho em Krasnoyarsk (suas cartas a sua esposa a partir deste período estão nos Hoover Archives), foi preso novamente em 1936 e enviado para um campo de trabalhos forçados. Mais recentemente, Robert Service em seu "Trotsky: A Biography", afirma que como engenheiro, Sergei conseguiu encontrar trabalho em uma mina de ouro em Krasnoyarsk.
Sedov foi morto na próxima onda de expurgos de Stalin, em 1937, embora os detalhes exatos de sua morte são desconhecidos. A polícia secreta soviética, NKVD, anunciou no início de 1937 que Sedov tinha sido acusado de tentar envenenar os trabalhadores da fábrica e a data de sua sentença de morte é considerada ser 29 de outubro de 1937, mas também houve relatos não confirmados de que ele morreu em uma revolta na prisão. [carece de fontes?] Sua esposa e seus parentes também foram presos e passaram anos no exílio e prisões.